# Transfer Multisort Elektronik
Transfer Multisort Elektronik (TME) – polskie przedsiębiorstwo z siedzibą w Łodzi, jest jednym z największych globalnych dostawców komponentów elektronicznych, elektrotechnicznych, wyposażenia warsztatowego oraz automatyki przemysłowej.

## Historia
TME jest pokoleniową firmą rodzinną, istniejącą od 1990 r. Początkowo był to sklep z elementami elektronicznymi do serwisu i drobnej produkcji, który założono w Łodzi.
Po dwóch latach TME stworzyła swój pierwszy katalog i rozpoczęła sprzedaż wysyłkową komponentów. Wraz z rozwojem polskiej gospodarki oraz gospodarek innych krajów Europy Środkowej i Wschodniej TME pozyskiwała nowych klientów i wprowadzała do oferty nowe grupy produktów.
W 1997 r. wybudowano obecną siedzibę przedsiębiorstwa, czyli centrum logistyczne z magazynem, który od tamtego czasu kilkakrotnie się powiększył. Z czasem w TME została wprowadzona także sprzedaż poprzez Internet, a standard obsługi potwierdził certyfikat ISO 9001:2015-10 oraz ISO 14001:2015.
12 maja 2018 do użytku został oddany nowy biurowiec TME mieszczący się przy ulicy Rozalii 1. Budynek ma powierzchnię 5500 metrów kwadratowych a jego fasadę rozświetla 13 000 ledów. Jest to jedyny tego typu budynek w Łodzi. Budynek został wyróżniony nagrodą „Perła Współczesna” w plebiscycie architektonicznym Perły Łodzi 2018.

## Działalność
Obecnie TME jest jednym z największych globalnych dystrybutorów komponentów elektronicznych, elektrotechnicznych, wyposażenia warsztatowego oraz automatyki przemysłowej. Przedsiębiorstwo zatrudnia ponad 1100 osób w centrali w Polsce (Łódź) i spółkach zależnych w innych krajach: Chinach, Czechach, Słowacji, Niemczech, Rumunii, Hiszpanii, Holandii, USA, Włoszech, Wielkiej Brytanii i na Węgrzech.
Zmodernizowane centrum wysyłkowo-magazynowe o powierzchni 18 800 m² mieści się w Łodzi, skąd wysyłanych jest ponad 5000 paczek dziennie do 150 krajów, a w 2021 r. uruchomiono zautomatyzowane w 60% Centrum Logistyczne Rzgów o powierzchni 21 000 m².